# Secessio plebis

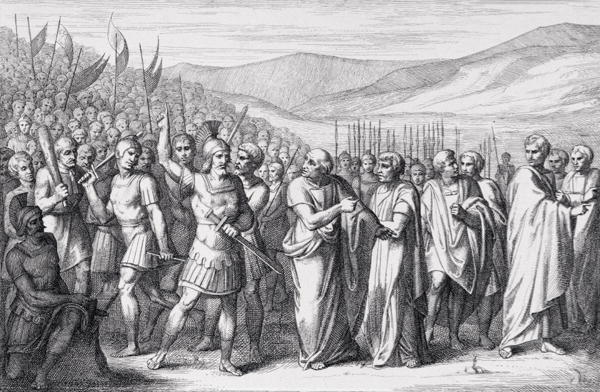
La rebelión de la plebe en el Monte Sacro, grabado de B. Barloccini, 1849.

Se conoce como secessio plebis (lit. en latín: «secesión / separación de los plebeyos») a una acción de lucha social, similar a una huelga general llevada al extremo por parte de los plebeyos romanos, en el contexto de las luchas de poder entre plebeyos y patricios (conflicto de los órdenes) durante el periodo inicial de la República romana. Algunos cuentan tales secesiones ya sea entre las primeras huelgas de la historia, o como una forma temprana de huelga general.
Originalmente, sólo los patricios tenían todos los derechos propios de los ciudadanos romanos. Por ejemplo, solo ellos podían ser electos para desempeñar los diferentes cargos de “elección popular” en la magistratura de Roma (cuestores, pretores, cónsules, etc). Dado que el desempeño de esas funciones era el camino usual para llegar al Senado romano, la exclusión de los plebeyos significaba que ellos estaban, en la práctica, excluidos de la totalidad de posiciones de poder o influencia en la vida política y legislativa de la República (estando incluso prohibido el matrimonio entre patricios y plebeyos), a pesar de que, como ciudadanos romanos, tenían las obligaciones de tales (véase Cursus honorum).
Durante una secesión, los plebeyos simplemente dejaban de llevar a cabo sus responsabilidades y/o trabajos “en masa”. Dado que ellos eran quienes mantenían la ciudad funcionando, tal “huelga” significaba que Roma se paralizaba. Adicionalmente, los plebeyos abandonaban la ciudad y anunciaban su intención de formar una nueva comunidad en las afueras de Roma.
Diferentes autores tienen diferentes percepciones de cuantas secesiones ocurrieron, empezando en 494 a. C. Por ejemplo, mientras Tito Livio reconoce varias secesiones (ver más abajo), Scullard sugiere que "la tradición recuerda cinco tales secesiones entre 494 a. C. y, 287 a. C., no todas de ellas son históricas y muchos de sus detalles son falsos...".
La secesión de 287 a. C. se convirtió en uno de los grandes hitos de la historia constitucional europea, dado que estableció el carácter válido o de norma jurídica del plebis scitum como un referéndum, sentando así las bases del mecanismo fundamental de consulta a la voluntad ciudadana que rige en el presente.

## Las secesiones y sus consecuencias

### Secesión de 494a.C.
En esa fecha Roma se sentía amenazada por los «ecuos» y los «volscos» y deseaba, consecuentemente, levantar un ejército. Al mismo tiempo, había una crisis económica y muchos plebeyos se encontraban endeudados. De acuerdo con la ley romana de aquellos tiempos, el impago de la deuda transformaba al deudor en esclavo del acreedor. Los plebeyos se negaron a integrarse en el ejército a menos que esa ley cambiara. Los patricios aceptaron la propuesta. Sin embargo, una vez pasado el peligro, renegaron del compromiso.
Como consecuencia, los plebeyos se marcharon de Roma al monte Sacro. Roma se paralizó y los patricios tuvieron que ceder. El conflicto fue resuelto con el siguiente acuerdo:
1. se aceptan como magistrados ordinarios dos tribunos de la plebe (tribuni plebis) con derecho de veto a cualquier actuación del Senado, o de los otros magistrados, que perjudique a la plebe, y con capacidad de asistir legalmente a cualquier plebeyo en apuros.
2. se acepta la legalidad de una asamblea exclusivamente plebeya (concilium plebis).

Este acuerdo fue celebrado con la decisión de construir un Templo de la Concordia.

### Secesión de 449a.C.
Durante el periodo anterior a la existencia de ley escrita en Roma no sólo estaba sujeta a interpretación por los juristas sino que incluso debía su existencia a la memoria (o voluntad de recuerdo) de aquellos. En la práctica esto significaba que en muchos casos de conflicto entre plebeyos y patricios, los abogados y jueces (todos patricios) “olvidaban” o interpretaban las leyes de las formas más convenientes para ellos. En 449 a. C. la secesión forzó a los patricios a aceptar la ley escrita, lo que se concretó en la Ley de las XII Tablas.

### Varias secesiones menores
En 448 a. C. se consigue que los dos cónsules alternen año a año con dos tribuni militum consulari potestate, de los que uno puede ser plebeyo, aunque este cargo no confiere la calidad de “consularis” (necesaria para poder integrarse al Senado).
En 445 a. C. se permite el matrimonio legal entre plebeyos y patricios (lex Canuleia), que hasta el momento estaba rigurosamente prohibido, tanto para conservar la pureza de los linajes familiares de los patricios como para evitar el ingreso de plebeyos a la élites sociopolíticas (véase Gens).
En 409 a. C. los plebeyos acceden por primera vez a la magistratura (cuestor).
En 367 a. C. el Senado admite que, de los dos cónsules nombrados cada año, uno debía proceder de la clase de los plebeyos (véase Leges Liciniae-Sextiae).
En 300 a. C. el último reducto patricio, el cargo de pontífice, es abierto a los plebeyos.

### Secesión de 287a.C. o secesión aventina
Esta fue la última secesión reconocida como tal. Los plebeyos abandonaron Roma y se congregaron en el monte Aventino. Como consecuencia el Senado reconoció las decisiones de las asambleas de la plebe (plebis scitum) como teniendo fuerza de ley, y admitió, consecuentemente, que estas prevalecieran por sobre la voluntad de los legisladores (véase Plebiscitos romanos).
En la tradición política italiana, el término secesión aventina continúa usándose, por lo menos por algunos legisladores, como protesta a lo que consideran uso abusivo de poderes gubernamentales, abandonan el congreso y se reúnen separadamente.

## Consecuencias de lassecessio plebis
De acuerdo a varios autores las secessio plebis forman la base del desarrollo del derecho constitucional romano. Así, por ejemplo, Nicolás Maquiavelo argumenta: «Yo digo que quienes condenan los tumultos entre los nobles y la plebe atacan lo que fue la causa principal de la libertad de Roma, y que se fijan más en los ruidos y gritos que nacían de esos tumultos que en los buenos efectos que produjeron. En toda República hay dos espíritus contrapuestos, el de los grandes y el del pueblo, y todas las leyes que se hacen en pro de la libertad nacen de la desunión de ambos».

## Citas y notas
1. ↑  Jeremy Young The General Strike
2. ↑  Roman Empire. (2009). en Student's Encyclopædia. accedido Agosto 30, 2009, en Britannica Student Encyclopædia Archivado el 29 de abril de 2009 en Wayback Machine.
3. ↑   Monte L. Pearson Perils of Empire:The Roman Republic and the American Republic
4. ↑   Howard Hayes Scullard : A History of the Roman World, 753 to 146 BC  p 81
5. ↑  Matthias von Hellfeld: La madre de todas las Constituciones
6. ↑   Literalmente: «voto, orden o decreto de los plebeyos».
7. ↑  Nicolás Maquiavelo, capítulo IV del Libro I de los “Discursos sobre la Primera Década de Tito Livio”, citado por Claudia Hilb: Maquiavelo, la república y la ‘virtù, pág. 4 Archivado el 2 de octubre de 2016 en Wayback Machine.